# Смит, Марк Рассел
Марк Рассел Смит (англ. Mark Russell Smith; род. 4 июня 1962, Финикс) — американский дирижёр. Сын хорового дирижёра Харви Смита и его жены и аккомпаниатора Дороти Смит, урождённой Линкольн.
С пяти лет учился играть на фортепиано, в восьмилетнем возрасте перешёл на виолончель, также пел в хоре мальчиков под руководством своего отца. Окончил Джульярдскую школу (1984) как виолончелист, после чего учился дирижированию в Кёртисовском институте у Макса Рудольфа и Отто-Вернера Мюллера.
Недолгое время работал в Филадельфии, затем в 1989—1994 гг. дирижёр Финиксского симфонического оркестра, с которым записал альбом произведений Аарона Копленда. Одновременно в 1992—1999 гг. возглавлял Шайеннский симфонический оркестр. В 1995—2000 гг. музыкальный руководитель Спрингфилдского симфонического оркестра, в 1999—2009 гг. — Спрингфилдского симфонического оркестра. С 2008 г. возглавляет Симфонический оркестр Четырёх городов. В 2002, 2004 и 2006 гг. руководил оркестром, сопровождавшим выступления финалистов фортепианного конкурса в Миннеаполисе. В репертуаре Смита традиционные названия соседствуют с современными, из стандартного репертуара он отдаёт предпочтение произведениям Иоганнеса Брамса.